# Turija (Srbobran, Srbija)
Turija (ćir.: Турија, mađ.: Turja) je naselje u općini Srbobran u Južnobačkom okrugu u Vojvodini.

## Stanovništvo
U naselju Turija živi 2.562 stanovnika, od toga 2.307 punoljetna stanovnika, a prosječna starost stanovništva iznosi 41,6 godina (39,9 kod muškaraca i 43,1 kod žena). U naselju ima 955 domaćinstva a prosječan broj članova po domaćinstvu je 2,68.
Prema popisu stanovništva iz 1991. godine u naselju je živjelo 2.615 stanovnika.
| Etnički sastav 2002. |            |        |
| Narod                | Stanovnika | %      |
| Srbi                 | 2.331      | 90,98% |
| Mađari               | 42         | 1,63%  |
| Romi                 | 34         | 1,32%  |
| Albanci              | 11         | 0,42%  |
| Jugoslaveni          | 10         | 0,39%  |
| Crnogorci            | 9          | 0,35%  |
| Hrvati               | 5          | 0,19%  |
| Makedonci            | 4          | 0,15%  |
| ostali               | 9          | 0,35%  |
| nepoznato            | 21         | 0,81%  |

| broj stanovnika | 3781  | 3730  | 3582  | 3242  | 2935  | 2615  | 2562  |
|                 | 1948. | 1953. | 1961. | 1971. | 1981. | 1991. | 2001. |

## Vanjske poveznice
- Karte, udaljenosti vremenska prognoza  Arhivirana inačica izvorne stranice od 28. prosinca 2008. (Wayback Machine)
- [neaktivna poveznica]